# Angelo Maria Cortenovis
Angelo Maria Cortenovis (Bergamo, 1º marzo 1727 – Udine, 26 febbraio 1801) è stato un presbitero e archeologo italiano.

## Biografia
Nato a Bergamo, Cortenovis divenne sacerdote ; primo di sette fratelli che intrapresero tutti la carriera ecclesiastica e tutti si distinsero nelle lettere o nelle arti. Cortenovis entrò giovanissimo nella congregazione regolare dei barnabiti e prese i voti a Monza il 20 novembre 1744. 
Insegno nel collegio dei barnabiti di Macerata, a Pisa per cinque anni, a Milano per un decennio al collegio di San Alessandro.
Nell'agosto 1764 fu inviato a Udine, qui avvenne la decisione di orientare i suoi studi all'archeologia specializzandosi sull' epigrafia cristiana antica e, più in generale, verso la storia del tardo Impero e dell'alto Medioevo. 
Morì a Udine il 26 febbraio 1801.

## Opere
- Lettera... sopra l'opuscolo "De oratione dominica" di S. Cipriano, pubblicata nel Giornale ecclesiastico di Roma, IX 1794
- Lettera al Cardinale Stefano Borgia intorno alla famiglia Eusebia, Bassano 1796
- Sopra un cippo sepalcrale, 1798
- Memorie per servire alla storia letteraria, Venezia 1798
- Sopra un bassorilievo di Costanzo e Giuliano, 1799
- Lettera sulle antichità di Sesto, 1800
- Lettera sopra varie sculture antiche del Friuli, 1800